# Liste des monuments et sites historiques de Namibie
Cet article recense les monuments protégés au titre de monument national de Namibie. La Namibie compte 125 sites et monuments protégés ; 3 monuments (école primaire Bethold Himumiune, Mémorial d'Ipumbu Ya Tshilongo et Reiterdenkmal) ont été déprotégés.

## Statistiques
Le graphique suivant résume le nombre de monuments protégés au titre de monument national par décennie, depuis 1950. 

## Liste
| Monument                                               | Localité                                      | Coordonnées                      | Identifiant | Protection        | Date | Illustration                                     |
| ------------------------------------------------------ | --------------------------------------------- | -------------------------------- | ----------- | ----------------- | ---- | ------------------------------------------------ |
| Tombe de Jonker Afrikaner                              | Okahandja                                     | 21° 59′ 00″ sud, 16° 54′ 47″ est | 001/1950    | Monument national | 1950 | Tombe de Jonker Afrikaner                        |
| Fort de Namutoni                                       |                                               | 18° 48′ 27″ sud, 16° 56′ 25″ est | 002/1950    | Monument national | 1950 | Fort de Namutoni                                 |
| météorite de Gibeon                                    | Namaqualand                                   | 22° 33′ 59″ sud, 17° 04′ 58″ est | 003/1950    | Monument national | 1950 | météorite de Gibeon                              |
| Forêt pétrifiée du Damaraland                          | Khorixas                                      | 20° 26′ 21″ sud, 14° 29′ 30″ est | 004/1950    | Monument national | 1950 | Forêt pétrifiée du Damaraland                    |
| Tour de la poudrière                                   | Otjimbingwe                                   | 22° 21′ 07″ sud, 16° 08′ 11″ est | 005/1950    | Monument national | 1950 | Tour de la poudrière                             |
| Grotte de Philipp                                      |                                               | 21° 47′ 11″ sud, 15° 38′ 50″ est | 006/1951    | Monument national | 1951 | Grotte de Philipp                                |
| Grotte de Paula                                        |                                               | 21° 29′ 02″ sud, 15° 51′ 09″ est | 007/1951    |                   | 1951 | Grotte de Paula                                  |
| Waterfalls                                             |                                               | 22° 32′ 27″ sud, 17° 05′ 52″ est | 008/1951    | Monument national | 1951 | Image manquante                                  |
| Dorsland Trekker Cottage                               |                                               | 18° 05′ 02″ sud, 13° 49′ 12″ est | 009/1951    | Monument national | 1951 | Dorsland Trekker Cottage                         |
| Look-Out Post                                          |                                               | 22° 32′ 27″ sud, 17° 05′ 52″ est | 010/1951    | Monument national | 1951 | Look-Out Post                                    |
| Maison de Josef Fredericks                             |                                               | 26° 30′ 08″ sud, 17° 09′ 39″ est | 011/1951    | Monument national | 1951 | Maison de Josef Fredericks                       |
| Massif du Brandberg                                    | Damaraland                                    | 21° 08′ 00″ sud, 14° 35′ 00″ est | 012/1951    | Monument national | 1951 | Massif du Brandberg                              |
| Baobab Tree (No. 1063)                                 |                                               | 18° 58′ 51″ sud, 17° 46′ 43″ est | 013/1951    | Monument national | 1951 | Baobab Tree (No. 1063)                           |
| Footprints of Dinosaurs                                |                                               | 20° 53′ 11″ sud, 16° 12′ 03″ est | 014/1951    | Monument national | 1951 | Footprints of Dinosaurs                          |
| Twyfelfontein                                          |                                               | 20° 35′ 24″ sud, 14° 22′ 20″ est | 016/1952    | Monument national | 1952 | Twyfelfontein                                    |
| Railway Engine No. 652                                 |                                               | 22° 57′ 11″ sud, 14° 30′ 12″ est | 017/1953    | Monument national | 1953 | Image manquante                                  |
| Paradis du Bushman                                     |                                               | 21° 50′ 46″ sud, 15° 20′ 33″ est | 018/1954    | Monument national | 1954 | Paradis du Bushman                               |
| Météorite d'Hoba                                       | Grootfontein                                  | 19° 35′ 00″ sud, 17° 55′ 00″ est | 019/1955    | Monument national | 1955 | Météorite d'Hoba                                 |
| Mukorob                                                |                                               | À géolocaliser                   | 020/1955    | Monument national | 1955 | Mukorob                                          |
| Quiver Tree Forest                                     |                                               | 26° 35′ 43″ sud, 18° 20′ 18″ est | 021/1955    | Monument national | 1955 | Quiver Tree Forest                               |
| Prayer Mounds                                          |                                               | 22° 36′ 08″ sud, 17° 07′ 15″ est | 022/1955    | Monument national | 1955 | Image manquante                                  |
| Waterberg Plateau                                      |                                               | 20° 17′ 02″ sud, 17° 38′ 58″ est | 023/1956    | Monument national | 1956 | Waterberg Plateau                                |
| Burnt Mountain                                         |                                               | 20° 35′ 24″ sud, 14° 22′ 20″ est | 024/1956    | Monument national | 1956 | Burnt Mountain                                   |
| Alte Feste                                             | Windhoek                                      | 22° 34′ 03″ sud, 17° 05′ 16″ est | 025/1957    | Monument national | 1957 | Alte Feste                                       |
| Von Francis Fort                                       |                                               | 22° 21′ 12″ sud, 16° 28′ 54″ est | 025/1957    | Monument national | 1957 | Von Francis Fort                                 |
| Stone Tower                                            |                                               | 20° 06′ 27″ sud, 16° 08′ 46″ est | 027/1957    | Monument national | 1957 | Stone Tower                                      |
| Heitsi Ghub                                            |                                               | 26° 36′ 39″ sud, 17° 12′ 23″ est | 028/1961    | Monument national | 1961 | Image manquante                                  |
| Canyon de la rivière Fish                              | Parc transfrontalier du ǀAi-ǀAis/Richtersveld | 27° 15′ 17″ sud, 17° 41′ 16″ est | 029/1962    | Monument national | 1962 | Canyon de la rivière Fish                        |
| Windmill                                               |                                               | 25° 21′ 00″ sud, 16° 08′ 00″ est | 030/1963    | Monument national | 1963 | Windmill                                         |
| Site of Relics of Prehistoric Elephant                 |                                               | 22° 34′ 03″ sud, 17° 05′ 16″ est | 031/1963    | Monument national | 1963 | Site of Relics of Prehistoric Elephant           |
| Musical Stone                                          |                                               | À géolocaliser                   | 032/1963    | Monument national | 1963 | Image manquante                                  |
| Franke Tower                                           |                                               | 24° 25′ 48″ sud, 15° 56′ 33″ est | 033/1964    | Monument national | 1964 | Franke Tower                                     |
| Mémorial de la guerre germano-nama                     | Keetmanshoop                                  | 26° 34′ 44″ sud, 18° 08′ 05″ est | 034/1963    | Monument national | 1963 | Image manquante                                  |
| Rock Engravings                                        |                                               | 20° 51′ 11″ sud, 16° 11′ 08″ est | 035/1967    | Monument national | 1967 | Image manquante                                  |
| Rock Engravings at Peet Alberts Koppie                 |                                               | 19° 38′ 31″ sud, 14° 57′ 58″ est | 036/1967    | Monument national | 1967 | Rock Engravings at Peet Alberts Koppie           |
| Rock Paintings at Etemba                               |                                               | 21° 27′ 29″ sud, 15° 49′ 52″ est | 037/1967    | Monument national | 1967 | Image manquante                                  |
| Grotte de Ghaub                                        |                                               | 19° 28′ 38″ sud, 17° 46′ 48″ est | 038/1967    | Monument national | 1967 | Grotte de Ghaub                                  |
| Tombe de John Ludwig                                   | Windhoek                                      | 22° 34′ 01″ sud, 17° 06′ 38″ est | 039/1967    | Monument national | 1967 | Tombe de John Ludwig                             |
| Boundary Post at Kuiseb River                          |                                               | 23° 01′ 25″ sud, 14° 27′ 37″ est | 040/1967    | Monument national | 1967 | Image manquante                                  |
| Old German Fortress                                    |                                               | 26° 48′ 33″ sud, 17° 49′ 18″ est | 041/1967    | Monument national | 1967 | Old German Fortress                              |
| Rock Paintings                                         |                                               | 23° 28′ 42″ sud, 15° 46′ 30″ est | 042/1968    | Monument national | 1968 | Image manquante                                  |
| Monument at Kub                                        |                                               | 24° 12′ 56″ sud, 17° 29′ 37″ est | 043/1969    | Monument national | 1969 | Monument at Kub                                  |
| Replica of Original Cross at Cape Cross                |                                               | 21° 47′ 01″ sud, 14° 00′ 17″ est | 044/1968    | Monument national | 1968 | Replica of Original Cross at Cape Cross          |
| Reiterdenkmal                                          |                                               | 22° 34′ 03″ sud, 17° 05′ 16″ est | 045/1969    | Déprotégé         | 1968 | Reiterdenkmal                                    |
| Mémorial du zoo park                                   | Windhoek                                      | 22° 34′ 03″ sud, 17° 05′ 16″ est | 046/1969    | Monument national | 1969 | Mémorial du zoo park                             |
| Marine-Denkmal                                         |                                               | 22° 40′ 27″ sud, 14° 31′ 43″ est | 047/1969    | Monument national | 1969 | Marine-Denkmal                                   |
| Lüderitz Memorial                                      |                                               | 26° 10′ 03″ sud, 15° 10′ 03″ est | 048/1969    | Monument national | 1969 | Lüderitz Memorial                                |
| Cimetière de Farm Mooifontein                          | ǁKaras                                        | 26° 00′ 18″ sud, 16° 58′ 57″ est | 049/1969    |                   | 1969 | Image manquante                                  |
| Cimetière de Nomtsas                                   | Hardap                                        | 24° 54′ 23″ sud, 16° 29′ 11″ est | 050/1969    | Monument national | 1969 | Cimetière de Nomtsas                             |
| Stone Rondavel                                         |                                               | 26° 46′ 52″ sud, 19° 55′ 25″ est | 051/1969    | Monument national | 1969 | Stone Rondavel                                   |
| Naulila Monument                                       |                                               | 20° 06′ 27″ sud, 16° 08′ 46″ est | 052/1971    | Monument national | 1971 | Naulila Monument                                 |
| Maison de Woermann                                     |                                               | 22° 40′ 47″ sud, 14° 31′ 28″ est | 053/1971    | Monument national | 1971 | Maison de Woermann                               |
| Battlefield around Franke Tower                        |                                               | 24° 25′ 48″ sud, 15° 56′ 33″ est | 054/1972    | Monument national | 1972 | Battlefield around Franke Tower                  |
| Mission rhénane d'Okahandja                            |                                               | 21° 59′ 00″ sud, 16° 54′ 47″ est | 055/1972    | Monument national | 1972 | Mission rhénane d'Okahandja                      |
| Moordkoppie                                            |                                               | 21° 59′ 00″ sud, 16° 54′ 47″ est | 056/1972    | Monument national | 1972 | Image manquante                                  |
| Lac Otjikoto                                           | Parc national d'Etosha                        | 19° 11′ 41″ sud, 17° 32′ 59″ est | 057/1972    |                   | 1972 | Lac Otjikoto                                     |
| Railway Station Building                               |                                               | 22° 40′ 28″ sud, 14° 31′ 43″ est | 058/1972    | Monument national | 1972 | Image manquante                                  |
| Rhenish Mission Church                                 |                                               | 22° 57′ 52″ sud, 14° 29′ 34″ est | 059/1972    | Monument national | 1972 | Rhenish Mission Church                           |
| Site of Original Dias Cross                            |                                               | 26° 45′ 19″ sud, 15° 05′ 03″ est | 060/1973    | Monument national | 1973 | Site of Original Dias Cross                      |
| Prison Building                                        |                                               | 22° 40′ 17″ sud, 14° 31′ 54″ est | 061/1973    | Monument national | 1973 | Prison Building                                  |
| Khorab Memorial at Kilometre 500                       |                                               | 19° 36′ 48″ sud, 17° 22′ 51″ est | 062/1973    | Monument national | 1973 | Khorab Memorial at Kilometre 500                 |
| Old Barracks                                           |                                               | 22° 40′ 54″ sud, 14° 31′ 27″ est | 063/1973    | Monument national | 1973 | Old Barracks                                     |
| Historical Gateways                                    |                                               | 28° 26′ 50″ sud, 18° 44′ 03″ est | 064/1974    | Monument national | 1974 | Historical Gateways                              |
| Tombe d'Axel Wilhelm Eriksson                          | Grootfontein                                  | 19° 33′ 36″ sud, 18° 05′ 52″ est | 065/1974    | Monument national | 1974 | Tombe d'Axel Wilhelm Eriksson                    |
| Christ Church                                          |                                               | 22° 34′ 03″ sud, 17° 05′ 16″ est | 066/1974    | Monument national | 1974 | Christ Church                                    |
| German Lazaret                                         |                                               | 22° 27′ 06″ sud, 18° 58′ 02″ est | 067/1974    | Monument national | 1974 | German Lazaret                                   |
| Église de la mission rhénane                           |                                               | 25° 21′ 00″ sud, 6° 08′ 00″ est  | 068/1975    | Monument national | 1975 | Église de la mission rhénane                     |
| Locomotive Martin Luther                               |                                               | 22° 40′ 11″ sud, 14° 33′ 41″ est | 069/1975    | Monument national | 1975 | Locomotive Martin Luther                         |
| Fort                                                   |                                               | 19° 33′ 38″ sud, 18° 05′ 52″ est | 070/1975    | Monument national | 1975 | Fort                                             |
| OMEG-Haus                                              |                                               | 22° 40′ 27″ sud, 14° 31′ 43″ est | 071/1975    | Monument national | 1975 | OMEG-Haus                                        |
| Magistrate's Residence                                 |                                               | 26° 39′ 02″ sud, 15° 09′ 10″ est | 072/1975    | Monument national | 1975 | Magistrate's Residence                           |
| Prinzessin Rupprecht Heim                              |                                               | 22° 40′ 54″ sud, 14° 31′ 27″ est | 073/1973    | Monument national | 1973 | Prinzessin Rupprecht Heim                        |
| Station Building                                       |                                               | 26° 39′ 02″ sud, 15° 09′ 10″ est | 074/1976    | Monument national | 1976 | Station Building                                 |
| Kramersdorf Building                                   |                                               | À géolocaliser                   | 075/1977    | Monument national | 1977 | Kramersdorf Building                             |
| Regimental Badges                                      |                                               | 22° 34′ 29″ sud, 14° 47′ 05″ est | 076/1978    | Monument national | 1978 | Image manquante                                  |
| Regimental Badges                                      |                                               | 22° 25′ 39″ sud, 14° 58′ 47″ est | 077/1978    | Monument national | 1978 | Image manquante                                  |
| Okaharui War Memorial                                  |                                               | 21° 59′ 00″ sud, 16° 54′ 47″ est | 078/1978    | Monument national | 1978 | Okaharui War Memorial                            |
| Edward Cook's Commemorative Stone                      |                                               | 28° 26′ 50″ sud, 18° 44′ 03″ est | 079/1978    | Monument national | 1978 | Image manquante                                  |
| Église de la mission rhénane                           |                                               | 26° 20′ 33″ sud, 18° 04′ 33″ est | 080/1978    | Monument national | 1978 | Église de la mission rhénane                     |
| Evangelical Lutheran Church Complex                    |                                               | 26° 30′ 08″ sud, 17° 09′ 39″ est | 081/1978    | Monument national | 1978 | Evangelical Lutheran Church Complex              |
| Evangelical Lutheran Church                            |                                               | 26° 39′ 02″ sud, 15° 09′ 10″ est | 082/1978    | Monument national | 1978 | Evangelical Lutheran Church                      |
| Evangelical Lutheran Church                            |                                               | À géolocaliser                   | 083/1978    | Monument national | 1978 | Evangelical Lutheran Church                      |
| Ovikokorero War Memorial                               |                                               | 21° 59′ 00″ sud, 16° 54′ 47″ est | 084/1979    | Monument national | 1979 | Ovikokorero War Memorial                         |
| Façade of Rösemann Building                            |                                               | 21° 56′ 16″ sud, 15° 51′ 10″ est | 085/1979    | Monument national | 1979 | Façade of Rösemann Building                      |
| Krabbenhöft & Lampe Building                           |                                               | 26° 39′ 02″ sud, 15° 09′ 10″ est | 086/1979    | Monument national | 1979 | Krabbenhöft & Lampe Building                     |
| Two Historic Dwellings                                 |                                               | 26° 39′ 02″ sud, 15° 09′ 10″ est | 087/1979    | Monument national | 1979 | Two Historic Dwellings                           |
| Tombe de Kahimemua Nguvauva                            | Okahandja                                     | 21° 59′ 00″ sud, 16° 54′ 47″ est | 088/1980    | Monument national | 1980 | Image manquante                                  |
| Deutsche Bank Afrika Building                          |                                               | 26° 39′ 02″ sud, 15° 09′ 10″ est | 089/1980    | Monument national | 1980 | Deutsche Bank Afrika Building                    |
| Maison Kreplin                                         | ǁKaras                                        | 26° 39′ 02″ sud, 15° 09′ 10″ est | 090/1983    | Monument national | 1983 | Maison Kreplin                                   |
| Hohenzollern Building                                  |                                               | 22° 40′ 49″ sud, 14° 31′ 32″ est | 091/1983    | Monument national | 1983 | Hohenzollern Building                            |
| Cathédrale Sainte-Marie de Windhoek                    | Windhoek                                      | 22° 33′ 51″ sud, 17° 04′ 57″ est | 092/1983    | Monument national | 1983 | Cathédrale Sainte-Marie de Windhoek              |
| Kubas Station Building                                 |                                               | 22° 07′ 03″ sud, 15° 13′ 47″ est | 093/1983    | Monument national | 1983 | Kubas Station Building                           |
| Prisoner-of-War Camp Site                              |                                               | 26° 41′ 03″ sud, 16° 16′ 56″ est | 094/1985    | Monument national | 1985 | Prisoner-of-War Camp Site                        |
| Old German School Building                             |                                               | 22° 34′ 27″ sud, 17° 06′ 36″ est | 095/1985    | Monument national | 1985 | Old German School Building                       |
| Maison semi-détachée                                   |                                               | 26° 39′ 02″ sud, 15° 09′ 10″ est | 096/1986    | Monument national | 1986 | Maison semi-détachée                             |
| Maison des missions du Rhin                            |                                               | 24° 25′ 48″ sud, 15° 56′ 33″ est | 097/1985    | Monument national | 1985 | Image manquante                                  |
| Old Prison                                             |                                               | 22° 33′ 29″ sud, 17° 05′ 08″ est | 098/1986    | Monument national | 1986 | Image manquante                                  |
| Hälbich Buildings                                      |                                               | 21° 56′ 16″ sud, 15° 51′ 10″ est | 099/1986    | Monument national | 1986 | Hälbich Buildings                                |
| Haus Woll                                              |                                               | 21° 56′ 16″ sud, 15° 51′ 10″ est | 100/1986    | Monument national | 1986 | Haus Woll                                        |
| Hotel zum Grünen Kranze                                |                                               | 21° 56′ 16″ sud, 15° 51′ 10″ est | 101/1986    | Monument national | 1986 | Hotel zum Grünen Kranze                          |
| Proviantamt                                            |                                               | 21° 56′ 16″ sud, 15° 51′ 10″ est | 102/1986    | Monument national | 1986 | Proviantamt                                      |
| Maison d'Élisabeth                                     |                                               | 22° 34′ 00″ sud, 17° 04′ 39″ est | 103/1986    | Monument national | 1986 | Maison d'Élisabeth                               |
| Kaiserbrunnen                                          |                                               | 21° 56′ 13″ sud, 15° 51′ 04″ est | 104/1986    | Monument national | 1986 | Kaiserbrunnen                                    |
| Ten-man House                                          |                                               | 22° 34′ 30″ sud, 17° 05′ 15″ est | 105/1986    | Monument national | 1986 | Ten-man House                                    |
| Old Post Office                                        |                                               | 26° 20′ 33″ sud, 18° 04′ 33″ est | 106/1986    | Monument national | 1986 | Old Post Office                                  |
| Second Director's House                                |                                               | 19° 14′ 54″ sud, 17° 42′ 39″ est | 107/1990    | Monument national | 1990 | Second Director's House                          |
| OMEG-Minenbuero                                        |                                               | 19° 14′ 54″ sud, 17° 42′ 39″ est | 108/1990    | Monument national | 1990 | OMEG-Minenbuero                                  |
| German Private School                                  |                                               | 19° 14′ 54″ sud, 17° 42′ 39″ est | 109/1990    | Monument national | 1990 | German Private School                            |
| Roman Catholic Church                                  |                                               | 19° 14′ 54″ sud, 17° 42′ 39″ est | 110/1990    | Monument national | 1990 | Roman Catholic Church                            |
| Cimetière des Héréros                                  | Okahandja                                     | 21° 59′ 00″ sud, 16° 54′ 47″ est | 111/1990    | Monument national | 1990 | Cimetière des Héréros                            |
| Nakambale                                              |                                               | 17° 55′ 31″ sud, 15° 58′ 24″ est | 112/1992    | Monument national | 1992 | Nakambale                                        |
| Three Heroes' Statues at the Parliament Building       |                                               | 22° 34′ 03″ sud, 17° 05′ 16″ est | 113/2001    | Monument national | 2001 | Image manquante                                  |
| Heroes' Acre (Namibie)                                 | Windhoek                                      | 22° 39′ 49″ sud, 17° 04′ 42″ est | 114/2002    | Monument national | 2002 | Heroes' Acre (Namibie)                           |
| Cimetière d'Old Location                               | Windhoek                                      | 22° 34′ 53″ sud, 17° 04′ 18″ est | 115/2004    | Monument national | 2004 | Cimetière d'Old Location                         |
| Ongulumbashe                                           |                                               | 17° 44′ 19″ sud, 14° 41′ 14″ est | 116/2004    | Site historique   | 2004 | Image manquante                                  |
| Bethold Himumiune Primary School (certain rooms)       |                                               | 22° 31′ 47″ sud, 17° 03′ 12″ est | 117/2006    | Déprotégé         | 2006 | Bethold Himumiune Primary School (certain rooms) |
| Dorslandtrek-Monument                                  |                                               | 17° 12′ 14″ sud, 13° 30′ 37″ est | 118/2006    | Site historique   | 2006 | Image manquante                                  |
| Gare d'Otavi                                           |                                               | 22° 40′ 27″ sud, 14° 31′ 43″ est | 119/2007    |                   | 2007 | Gare d'Otavi                                     |
| Monument of the Unknown PLAN Soldiers at Ondeshifiilwa |                                               | 17° 23′ 55″ sud, 15° 51′ 56″ est | 155/2011    |                   | 2011 | Image manquante                                  |
| Farm Aar                                               |                                               | À géolocaliser                   | 155/2011    | Site historique   | 2011 | Farm Aar                                         |
| House of the first Native Commissioner of Kavango      |                                               | 17° 55′ 18″ sud, 19° 46′ 16″ est | 155/2011    | Site historique   | 2011 | Image manquante                                  |
| Mataratara                                             |                                               | 17° 53′ 54″ sud, 19° 46′ 34″ est |             | Site historique   | 2011 | Mataratara                                       |
| Okahao Baobab                                          |                                               | À géolocaliser                   |             | Site historique   | 2011 | Image manquante                                  |
| Baobab Ombalantu                                       |                                               | À géolocaliser                   | 155/2011    | Site historique   | 2011 | Baobab Ombalantu                                 |
| Omhedi Cultural Landscape                              |                                               | 17° 30′ 00″ sud, 15° 51′ 00″ est | 155/2011    | Site historique   | 2011 | Omhedi Cultural Landscape                        |
| Onelungo Ponds                                         |                                               | 17° 29′ 53″ sud, 14° 57′ 53″ est | 155/2011    | Site historique   | 2011 | Image manquante                                  |
| Ozombu Zovindimba                                      |                                               | 22° 20′ 35″ sud, 19° 28′ 04″ est | 155/2011    |                   | 2011 | Image manquante                                  |
| Mémorial d'Ipumbu Ya Tshilongo                         | Omusati                                       | À géolocaliser                   | 275/2014    | Déprotégé         | 2014 | Image manquante                                  |